# Svartahavsflottan

Svartahavsflottans vapen

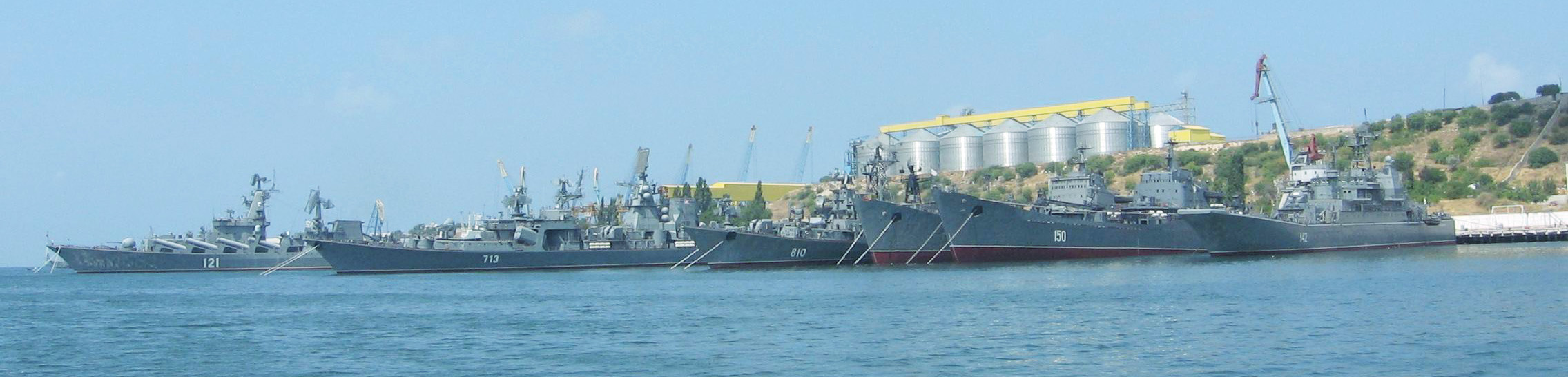
Delar av flottan i Sevastopol, augusti 2007

Svartahavsflottan (ryska: Черноморский флот) är den ryska marinens flotta baserad i Svarta havet och Medelhavet. Svartahavsflottan har sin huvudsakliga bas i staden Sevastopol på Krim, men verkar på flera ställen vid Svarta havet,  Azovska sjön och vid Tartus i Medelhavet. Sedan den 8 maj 2019 är amiral Igor Osipov chef för Svartahavsflottan.

## Historik
Svartahavsflottan anses ha grundats av Grigorij Potemkin den 13 maj 1783 och deltog 1790 i krig mot turkarna. Staden Novorossijsk kom att grundas 1838 som en östlig bas för svartahavsflottan på initiativ av amiralerna Michail Lazarev och Nikolaj Rajevski efter det att kustlinjen blivit rysk 1829 genom Rysk-turkiska kriget (1828–1829). Flottan deltog även aktivt mot osmanerna under första världskriget, rumänerna under andra världskriget, georgierna under 2008 Sydossetienkriget, och ukrainarna under den ryska invasionen av Ukraina 2022.
Svartahavsflottan tillhörde mellan åren 1696 och 1917 Tsarryssland och mellan åren 1917 och 1991 Sovjetunionen. I samband med Sovjetunionens upplösning 1991/1992 tillföll större delen av flottan Ukraina, då större delen av flottan var förlagd på det som blev ukrainskt territorium. Detta ledde till en konflikt mellan Ryssland och Ukraina, då de flesta officerarna var lojala mot Ryssland. För att lätta på spänningarna undertecknades ett interimistiskt fördrag mellan Ryssland och Ukraina om upprättandet av en gemensam rysk-ukrainsk Svartahavsflotta under bilateralt kommando (och sovjetiska marinens flagga). 
1997 undertecknades ett nytt fördrag mellan Ryssland och Ukraina om upprättandet av två oberoende nationella flottor, vilket medförde att flottan delades mellan de två nationerna. Vidare undertecknades ett hyresavtal mellan de båda länderna, där Ryssland hyrde marinbasen vid Sevastopol fram till 2017, vilket år 2010 förlängdes till 2042.
2014 invaderade Ryssland Krim vilket ledde till att Ukraina förlorade kontrollen över staden Sevastopol och flottbasen.

## Fartyg i urval
- Amiral Grigorovitj, fregatt i  Amiral Grigorovitj-klassen, itjänsttagen i Svartahavsflottan 2016
- Amiral Makarov, fregatt i  Amiral Grigorovitj-klassen, itjänsttagen i Svartahavsflottan 2017